# Aïn Mellouk
Aïn Mellouk est une commune de la wilaya de Mila en Algérie.

## Géographie

### Situation
Le territoire de la commune de Aïn Mellouk est situé au centre de la wilaya de Mila à 12 km au nord de Chelghoum Laïd.
| Ahmed Rachedi         | Ahmed Rachedi, Sidi Khelifa | Sidi Khelifa  |
| Bouhatem              | Aïn Mellouk                 | Oued Athmania |
| Benyahia Abderrahmane | Chelghoum Laïd              | Oued Athmania |

### Reliefs, géologie, hydrographie
Elle compte deux cours d'eau importants, l'oued Dekri qui la borde au sud-ouest, l'oued Sareg et l'oued Zinou.
Au sud se trouve Djebel Grouz, point culminant à 1197 m.

### Lieux-dits, quartiers et hameaux
Après l'agglomération chef-lieu Aïn Mellouk, il y a deux agglomérations secondaires, Derfoul et Draa Tobel.
Hameaux : Mechtat Sareg, Mechtat Graâcha, Mechtat Ain Bezzat, Mechtat Ain Rezouane, Mechtat Ouled Salah, Mechtat Tabsbast, Mechtat Oum El Hassen, Mechtat Moudjara, Mechtat Ain Beida, Mechtat Ramdane, Ain El Bey

## Histoire
Centre de colonisation rattaché d'abord à la commune d'Oued Athmania avant d'être rattaché à celle de Chateaudun-du-Rhumel, elle sera un temps renommée Obernai avant de redevenir Ain Mellouk. Elle devient une commune en 1984.

## Démographie
| 1884 | 1892 | 1897 | 1902 | 1987  | 1998   | 2008   |
| ---- | ---- | ---- | ---- | ----- | ------ | ------ |
| 51   | 146  | 520  | 270  | 9 745 | 12 716 | 14 200 |

### Administration et politique
| Période | Période | Identité       | Étiquette | Qualité |
| ------- | ------- | -------------- | --------- | ------- |
| 2002    | 2007    | Yacine Daïra   |           |         |
| 2007    | 2012    | Brahim Ramdani |           |         |

### Économie
La commune est à vocation principalement agricole avec 6251 hectares de terres mais existe une vingtaine de carrières d'agrégats sur le territoire communal.